# Kiss Meets the Phantom of the Park
Kiss Meets the Phantom of the Park är en amerikansk TV-film från 1978 i regi av Gordon Hessler. Huvudrollerna innehas av hårdrocksbandet Kiss.

## Handling
Den galne forskaren Abner Devereaux har kommit på hur man klonar människor till robotar, och planerar att göra just detta i sitt labb. Kiss känner till hans planer och bestämmer sig för att försöka stoppa honom. Men de vet inte att deras kommande konsert ingår i Abners planer.

## Om filmen
Kiss erbjöds först att medverka i filmen Sgt. Pepper's Lonely Hearts Club Band, men de avböjde för att istället medverka i Phantom of the Park. De hade tänkt att spela in nya låtar speciellt för filmen, men det hann de aldrig göra på grund av tidsbrist.

## Rollista i urval
- Peter Criss - Cat Man
- Ace Frehley - Space Ace
- Gene Simmons - The Demon
- Paul Stanley - Star Child
- Anthony Zerbe - Abner Devereaux
- Carmine Caridi - Calvin Richards
- John Dennis Johnston - Chopper
- Lisa Jane Persky - Dirty Dee